# محيي الدين المامقاني

## اسمه وكنيته ونسبه
الشيخ أبو عزّ الدين، محي الدين بن الشيخ عبد الله بن الشيخ محمّد حسن المامقاني، ومامقان إحدى مدن تبريز الإيرانية.

## ولادته
ولد الشيخ المامقاني في صفر 1341 هـ بمدينة النجف.

## دراسته وتدريسه
بدأ دراسته الحوزوية في حوزة النجف، حتّى أنهى دراساته العالية، هذا وقد تمحّض في تدريس المكاسب والرسائل والكفاية وشرح التجريد سنين. بعد انتقاله إلى طهران عام 1391 هـ بدأ بإلقاء محاضرات في خارج الفقه والأُصول، وبعد فترة قصيرة انتقل إلى مدينة قم، فانصرف إلى عمله في التعليق على كتاب والده (تنقيح المقال) وترك التدريس نهائياً .

## أساتذته
- الشيخ محمد علي المدرس الأفغاني .
- السيّد محسن الطباطبائي الحكيم .
- الشيخ صادق التنكابني النجفي .
- الشيخ باقر الزنجاني النجفي.
- السيّد عبد الهادي الشيرازي.
- الشيخ عبد الحسين الرشتي.
- الشيخ صدر البادكوبي.

## تلامذته
- السيّد فخر الدين أبو الحسن العاملي .
- ابنه، الشيخ محمد رضا المامقاني .
- السيّد كاظم حكيم زاده.
- السيّد علي العلوي.

## أقوال العلماء فيه
1ـ قال الشيخ جعفر محبوبة في ماضي النجف وحاضرها : ( وهو من أهل العلم والفضل ، مجد في التحصيل ، مكب على طلب العلم ، حفظ شؤون بيته ، وسار بسيرة أبيه ، محافظاً على كيانه وسمعة بيته ، يمتاز بسيره الحسن وهديه الجيد ، مع وقار ورزانة حلم ) .
2ـ قال الشيخ محمّد هادي الأميني في معجم رجال الفكر والأدب : ( عالم جليل ، مجتهد محقّق ، من أساتذة الفقه والأُصول ، حفظ شؤون بيته ، وسار بسيرة والده ، ويمتاز بسيرة حسنة ، وخُلقه الرفيع إلى جانب وقار ورزانة وتواضع وورع وحلم ) .

## مؤلّفاته
- تحقيق مرآة الرشاد لوالده .
- تحقيق مرآة الكمال لوالده .
- حاشية فرائد الأُصول .
- مستدرك تنقيح المقال .
- حاشية شرح التجريد .
- حاشية المكاسب .

## وفاته
مات فجر الثلاثاء الموافق 6 جمادي الثاني 1429 هـ